# Mimopogonius
Mimopogonius is een kevergeslacht uit de familie van de boktorren (Cerambycidae). De wetenschappelijke naam van het geslacht werd voor het eerst geldig gepubliceerd in 1974 door Breuning.

## Soorten
Mimopogonius omvat de volgende soorten:
- Mimopogonius hirsutus Breuning, 1974
- Mimopogonius hovorei Martins & Galileo, 2009